# Bolesław Drobiński
Bolesław Henryk Drobiński (ur. 23 października 1918 w Ostrogu nad Horyniem, zm. 26 lipca 1995 w Chiddingfold) – major pilot Polskich Sił Powietrznych w Wielkiej Brytanii, as myśliwski II wojny światowej, kawaler Virtuti Militari.

## Życiorys
Syn Felicjana. W 1934 roku odbył swój pierwszy lot na szybowcu Wrona w Goleszowie, niedaleko Cieszyna. Maturę zdał w Dubnie. 2 stycznia 1938 r. wstąpił do Szkoły Podchorążych Lotnictwa w Dęblinie. Absolwent 13 promocji, 11 lokata. W kampanii wrześniowej nie brał udziału, przez Rumunię i Włochy dotarł do Francji. Jako jeden z pierwszych wyjechał następnie do Wielkiej Brytanii. Wstąpił do Polskich Sił Powietrznych, posiadał numer służbowy RAF 76731.
W sierpniu 1940 roku przeszedł przeszkolenie w 7 OTU w Old Sarum. 11 września 1940 roku otrzymał przydział do 65 dywizjonu RAF stacjonującego w Turnhouse, w którym walczył w czasie bitwy o Anglię. 15 lutego 1941 roku został ranny podczas lotu na Supermarine Spitfire Mk. II (nr P7829). Od 2 marca 1941 w dywizjonie 303. 15 maja 1941 roku, w ramach operacji Rhubarb, wspólnie z ppor. Marianem Bełcem uszkodził na lotnisku St. Inglevert samolot Junkers Ju 52. W drodze powrotnej do Anglii ostrzelali statek towarowy, który zatonął w wyniku pożaru.
21 czerwca 1941 podczas operacji Circus 17 Drobiński ciężko uszkodził samolot niemieckiego asa Adolfa Gallanda, który przymusowo lądował na brzuchu. 19 września na uroczystej zbiórce dywizjonu został odznaczony brytyjskim krzyżem Distinguished Flying Cross.
18 marca 1942 roku instruktor w 58 OTU w Grangemouth. Powrócił do dywizjonu 303 9 sierpnia i 15 grudnia objął dowództwo nad eskadrą "A". 9 kwietnia 1943 ponownie przebywał na odpoczynku operacyjnym w 58 OTU jako instruktor. Od 18 października 1943 roku dowódca eskadry "B" w dywizjonie 317. 3 kwietnia 1944 roku objął funkcję adiutanta
Ministra Obrony Rządu RP na uchodźstwie. 26 września 1944 roku objął dowództwo dywizjonu 303. 25 kwietnia 1945 roku poprowadził dywizjon 303 do ostatniego lotu bojowego, w trakcie którego 255 bombowców Avro Lancaster zbombardowało rezydencję Adolfa Hitlera Berghof w Berchtesgaden. Po rozwiązaniu Polskich Sił Powietrznych służył w 61 OTU, od 20 marca 1946 r. pełnił funkcję polskiego oficera łącznikowego przy dowództwie 11 Grupy RAF.
Zdemobilizowany w 1948 roku, nie zdecydował się na powrót do komunistycznej Polski. Początkowo pracował w przemyśle naftowym w Ameryce, w 1954 roku osiedlił się na wsi w Surrey w Anglii i zajął się prowadzeniem farmy teścia. W 1960 otrzymał brytyjskie obywatelstwo. Zmarł w 1995 roku.
W 1943 roku w Anglii ożenił się, miał dwóch synów i córkę.
Wizerunek pilota został umieszczony na samolocie myśliwskim MiG-29 nr 89 z 23 Bazy Lotnictwa Taktycznego.

## Zwycięstwa powietrzne
Na liście Bajana zajmuje 23. pozycję z wynikiem 7 zestrzeleń pewnych oraz 1 i 1/3 prawdopodobnych – wszystkie w dywizjonie 303
- 18 czerwca 1941 – dwa Bf 109
- 21 czerwca 1941 – Bf 109
- 22 czerwca 1941 – Bf 109
- 25 czerwca 1941 – Bf 109
- 3 lipca 1941 – Bf 109
- 7 lipca 1941 – 1/2
- 13 marca 1942 – Bf 109

prawdopodobne
- 6 lipca 1941 – 1/3 Bf 109
- 24 lipca 1941 – Bf 109
- 24 października 1941 – Bf 109

## Ordery i odznaczenia
- Krzyż Srebrny Orderu Virtuti Militari nr 9176[16]
- Krzyż Walecznych – trzykrotnie (15 lipca 1941, 20 kwietnia 1942, 5 stycznia 1946)
- Krzyż Oficerski Orderu Odrodzenia Polski (11 listopada 1990)[17]
- Medal Lotniczy - dwukrotnie
- Polowa Odznaka Pilota
- brytyjskie Distinguished Flying Cross